# Theodor von Aigner
Theodor Ritter von Aigner, avstrijski general, * 30. junij 1856, † 1941.

## Življenjepis
Potem ko je bil leta 1910 upokojen, je bil 23. septembra 1913 povišan v naslovnega generalmajorja.

## Pregled vojaške kariere
Napredovanja
- naslovni generalmajor: 23. september 1913